# R. Lee Ermey
Pour les articles homonymes, voir Lee.
Ronald Lee Ermey, dit R. Lee Ermey est un acteur américain né le 24 mars 1944 à Emporia, dans le Kansas et mort le 15 avril 2018 à Santa Monica en Californie. Ancien instructeur du corps des Marines des États-Unis, il devient ensuite acteur et se spécialise dans les rôles de militaires. 
Il est notamment célèbre pour son interprétation du sergent-instructeur Hartman dans le film Full Metal Jacket (1987) de Stanley Kubrick.
R. Lee Ermey a également animé plusieurs émissions télévisées dont Mail Call, consacrée à l'armée, sur la chaîne The History Channel et est apparu dans diverses séries télévisées.

## Biographie

### Carrière militaire
Né à Emporia dans le Kansas, Ronald Lee Ermey rejoint le corps des Marines en 1961, mettant un terme à une adolescence marquée par la délinquance. Un juge lui avait laissé le choix entre la prison et les Marines.
Entre 1965 et 1967 il est instructeur au Marine Recruit Training Regiment San Diegoen Californie, puis est envoyé en 1968 au Viet-Nam où il sert durant quatorze mois dans le Marine Wing Support Group 17 (en). Il continue son service à Okinawa et obtient le grade de Staff sergeant (en) avant d'être réformé en 1972 pour raisons médicales. Il affirma souffrir de cauchemars dus aux expériences traumatisantes des combats.
Le 17 mai 2002 il est élevé au grade de sergent-artilleur par le commandant des Marines, James L. Jones, devenant ainsi le premier retraité du corps des Marines à recevoir un nouveau grade.

### Carrière au cinéma et à la télévision

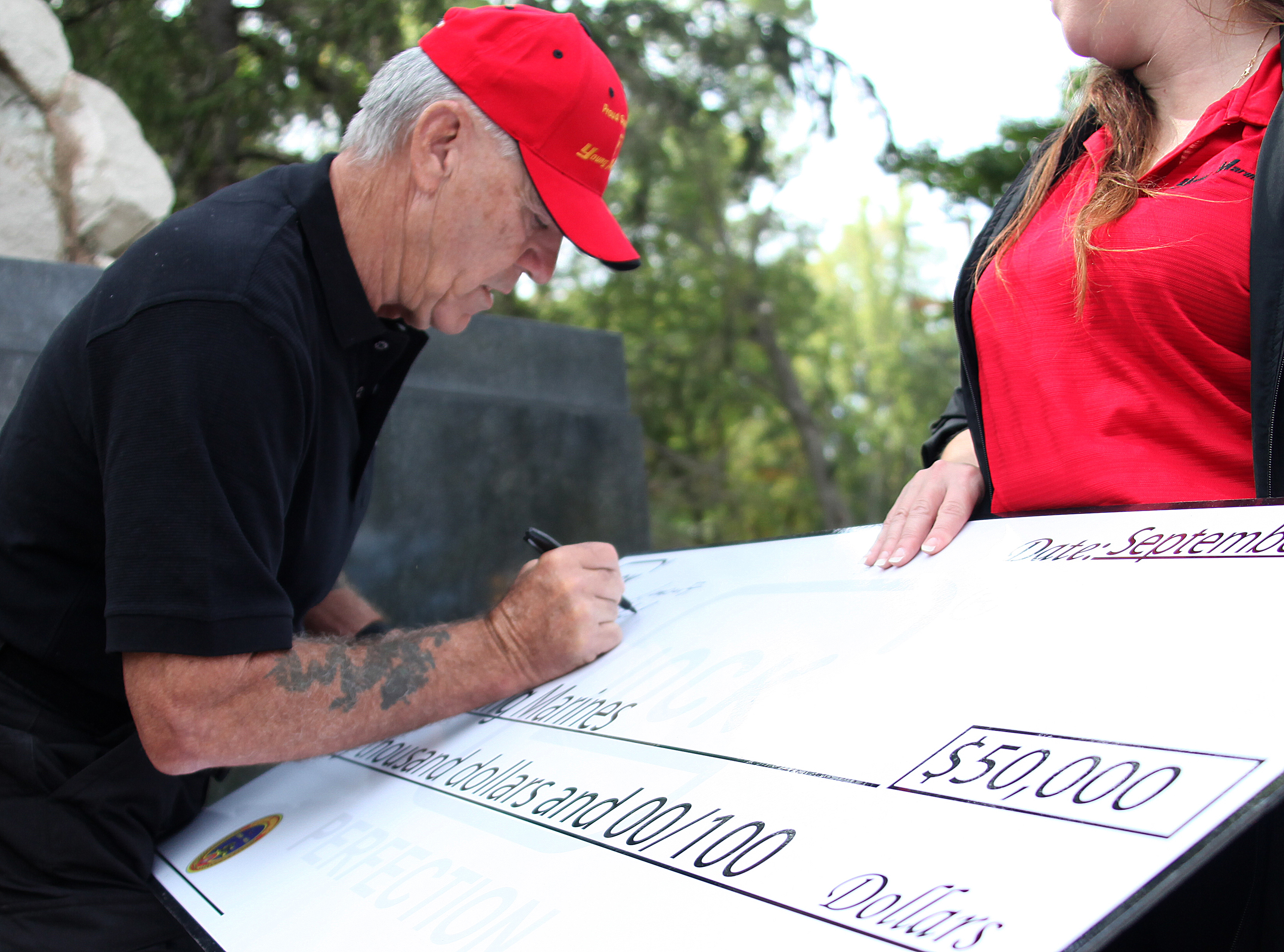
R. Lee Ermey en 2010.

Étudiant à l'université de Manille aux Philippines, Ronald Lee Ermey fait ses débuts au cinéma en 1978 avec Apocalypse Now, à la fois comme interprète d'un rôle de pilote d'hélicoptère et comme consultant de Francis Ford Coppola.
Après quelques rôles mineurs il rejoint en 1987 le tournage de Full Metal Jacket, d'abord en tant que consultant technique de Stanley Kubrick. Ce dernier, impressionné par le caractère bien trempé du sergent, l'engage comme acteur avec la liberté d'écrire une partie des dialogues et même d'improviser. Les scènes d'Ermey ne nécessitent que quelques prises, cas très rare pour un acteur de Kubrick, si bien que le réalisateur confiera plus tard qu'il était l'une des personnes avec lesquelles il avait eu le plus de plaisir à travailler. Le rôle du sergent Hartman, doublé en français par le comédien Bernard Fresson, vaut à Ermey une nomination aux Golden Globes en tant que meilleur acteur dans un second rôle.
Il jouera plus tard un rôle similaire dans l'épisode pilote de la série télévisée Space 2063. Il a depuis joué dans plus de soixante films dont Seven, Leaving Las Vegas et prêté sa voix pour la série de films Toy Story ainsi que pour plusieurs jeux vidéo (Fallout Tactics, Crash Bandicoot).
Il a également fait des apparitions dans des séries télévisées dont Deux flics à Miami ou encore Scrubs, où il interprète le père du concierge, et Dr House où il incarne le père de Gregory House. Il a également joué dans Massacre à la tronçonneuse et Massacre à la tronçonneuse : Le Commencement, remakes du film de Tobe Hopper (Massacre à la tronçonneuse, 1974), dans lesquels il incarne un faux shérif, Hoyt, l'oncle psychopathe et cannibale du tueur en série Leatherface.

### Mort
Ronald Lee Ermey meurt le 15 avril 2018 à Santa Monica en Californie, à l'âge de 74 ans, des suites d'une pneumonie,.
Le 18 janvier 2019 son urne est transférée au cimetière national d'Arlington.

## Filmographie

### Cinéma
- 1978 : The Boys in Company C : le sergent-chef Loyce
- 1979 : Apocalypse Now : le pilote d'hélicoptère Eagle Thrust Seven
- 1984 : Au cœur de l'enfer : Gunny
- 1987 : Full Metal Jacket : le Gunnery sergeant (sergent-artilleur) Hartman
- 1988 : Mississippi Burning : le maire Tilman
- 1989 : Demonstone : le colonel Joe Haines
- 1989 : Le Dernier Assaut (en) (The Siege of Firebase Gloria) : le sergent major Bill Hafner / le narrateur
- 1989 : Autant en emporte Fletch ! : Jimmy Lee Farnsworth
- 1990 : L'Abîme (The Rift) : le capitaine Phillips
- 1990 : The Terror Within II : Von Demming
- 1990 : Kid : Luke
- 1991 : Toy Soldiers : le général Kramer
- 1991 : Double identité (True Identity) : le chef de Houston
- 1993 : Hexed (en) : le détective Ferguson
- 1993 : Sommersby : Dick Mead
- 1993 : Body Snatchers : le général Platt
- 1994 : Love Is a Gun : Frank Deacon
- 1994 : Kidnapped (en)
- 1994 : Terrain miné : Stone
- 1994 : Y a-t-il un flic pour sauver Hollywood ? :le garde du hall du mess
- 1994 : Retour de flammes : Benjamin Brewster
- 1995 : Meurtre à Alcatraz : le juge Clawson
- 1995 : Leaving Las Vegas de Mike Figgis : un congressiste
- 1995 : Seven : le capitaine de police
- 1995 : Toy Story : le sergent (voix)
- 1995 : Under the Hula Moon (en) : le lieutenant-colonel J.P. McIntire
- 1995 : La Dernière Marche : Clyde Percy
- 1996 : Best of the Best 3 (Best of the Best 3: No Turning Back) : le prêcheur Brian
- 1996 : Fantômes contre fantômes de Peter Jackson : le sergent Hiles
- 1997 : Savate d'Isaac Florentine : Benedict
- 1997 : Prefontaine : Bill Bowerman
- 1997 : Dead Men Can't Dance : le sénateur Pullman T. Fowler
- 1997 : Dany, le chat superstar (Cats Don't Dance) : le sergent (voix)
- 1997 : La Piste du tueur : le shériff Buck Olmstead
- 1998 : Gunshy : Jerry
- 1998 : L'Armée du silence (The Sender) : le colonel Rosewater
- 1999 : Perpète de Ted Demme : le vieux sheriff Pike
- 1999 : Avalanche (en) : Gary
- 1999 : Toy Story 2 : le sergent (voix)
- 2000 : The Chaos Factor : le colonel Ben Wilder
- 2000 : Dis maman, comment on fait les bébés ? : Caspar Callahan
- 2000 : Buzz l'Éclair, le film : Le Début des aventures (vidéo) : « Sarge » (voix)
- 2000 : Jericho : le Marshall
- 2001 : Diablesse de Dennis Dugan : le coach Norton
- 2001 : La Cour de récré : Vive les vacances ! : le colonel O'Malley (voix)
- 2001 : Megiddo: The Omega Code 2 : le président Richard Benson
- 2001 : La Loi des armes : monsieur Parker
- 2001 : Taking sides, le cas Furtwängler : le général Wallace
- 2001 : La Frontière de l'espoir (On the Borderline) : le capitaine Elias
- 2002 : Run Ronnie Run (en) de Troy Miller : le chef des kidnappeurs
- 2002 : Y.M.I. : John
- 2002 : Salton Sea de D. J. Caruso : Verne Plummer
- 2002 : Frank McKlusky, C.I. (vidéo) : Jockey Master
- 2002 : A.K.A. Birdseye : le shériff Gathers
- 2003 : Willard : Frank Martin
- 2003 : Massacre à la tronçonneuse : Hoyt
- 2005 : Garde rapprochée : le capitaine Nichols
- 2006 : Massacre à la tronçonneuse : Le Commencement : Hoyt
- 2010 : Toy Story 3 : le sergent (voix)
- 2012 : Voisins du troisième type : Manfred

### Télévision
- 1990 : The Take (téléfilm) : Weller
- 1990 : Red Evil Terror (I'm Dangerous Tonight) (téléfilm) : le lieutenant Ackman
- 1990 : 83 Hours 'Til Dawn (téléfilm) : Glen Fairling
- 1994 : French Silk (téléfilm) : le chef Crowder
- 1994 : La Rage au corps (Rise and Walk: The Dennis Byrd Story) (téléfilm) : Mr. Byrd
- 1995 : Space 2063 : le sergent-major Frank Bougus (dans un rôle d'un instructeur ressemblant très fortement à celui de Full Metal Jacket)
- 1995 : X-Files : Aux frontières du réel (saison 3, épisode 11 : « Révélations ») : le révérend Patrick Findley
- 1996 : La Couleur du baseball (téléfilm) : Wilkie
- 1997 : Weapons of Mass Distraction (en) (téléfilm) : Billy Paxton
- 1997 : Rough Riders (mini-série) : le secrétaire d'État John Hay
- 1999 : Le Dernier justicier (You Know My Name) (téléfilm) : Nix
- 1999 : Rusty le robot (série télévisée) : le général Thorton (voix)
- 1999 : The Apartment Complex (téléfilm) : Frank Stanton
- 2002 : Scrubs (saison 1 épisode 19) : le père du concierge
- 2004 : Dr House (série) : John House
- 2004 : Father of the Pride (série) : le sergent Bunny
- 2009 : Lock n' Load with R. Lee Ermey (série documentaire) : lui-même
- 2010 : New York, unité spéciale (saison 12, épisode 7) : Walter Bullock

## Décorations

R. Lee Ermey en 2006.

Les décorations de Ronald Lee Ermey sont les suivantes :
|  |                           |  |  |  |  |  |  |  |
|  | Bronze star · Bronze star |  |  |  |  |  |  |  |
|  | Bronze star               |  |  |  |  |  |  |  |
|  |                           |  |  |  |  |  |  |  |
|  |                           |  |  |  |  |  |  |  |

| Navy Meritorious Unit Commendation         |                                            |                                            |                                                        |                                                        |                                                        |                                      |                                      |                                      |                                   |
| Combat Action Ribbon                       | Combat Action Ribbon                       | Combat Action Ribbon                       | Marines Good Conduct Medal Avec deux étoiles de bronze | Marines Good Conduct Medal Avec deux étoiles de bronze | Marines Good Conduct Medal Avec deux étoiles de bronze | National Defense Service Medal       | National Defense Service Medal       | National Defense Service Medal       |                                   |
| Armed Forces Expeditionary Medal           | Armed Forces Expeditionary Medal           | Armed Forces Expeditionary Medal           | Vietnam Service Medal Avec une étoile de bronze        | Vietnam Service Medal Avec une étoile de bronze        | Vietnam Service Medal Avec une étoile de bronze        | Marines Drill Instructor Ribbon (en) | Marines Drill Instructor Ribbon (en) | Marines Drill Instructor Ribbon (en) |                                   |
| Gallantry Cross (en) Avec palme (Viêt Nam) | Gallantry Cross (en) Avec palme (Viêt Nam) | Gallantry Cross (en) Avec palme (Viêt Nam) | Gallantry Cross (en) Avec palme (Viêt Nam)             | Gallantry Cross (en) Avec palme (Viêt Nam)             | Vietnam Campaign Medal (Viêt Nam)                      | Vietnam Campaign Medal (Viêt Nam)    | Vietnam Campaign Medal (Viêt Nam)    | Vietnam Campaign Medal (Viêt Nam)    | Vietnam Campaign Medal (Viêt Nam) |
| Rifle Marksman Badge (en)                  | Rifle Marksman Badge (en)                  | Rifle Marksman Badge (en)                  | Rifle Marksman Badge (en)                              | Rifle Marksman Badge (en)                              | Pistol Sharpshooter Badge (en)                         | Pistol Sharpshooter Badge (en)       | Pistol Sharpshooter Badge (en)       | Pistol Sharpshooter Badge (en)       | Pistol Sharpshooter Badge (en)    |